# Carapelle Calvisio

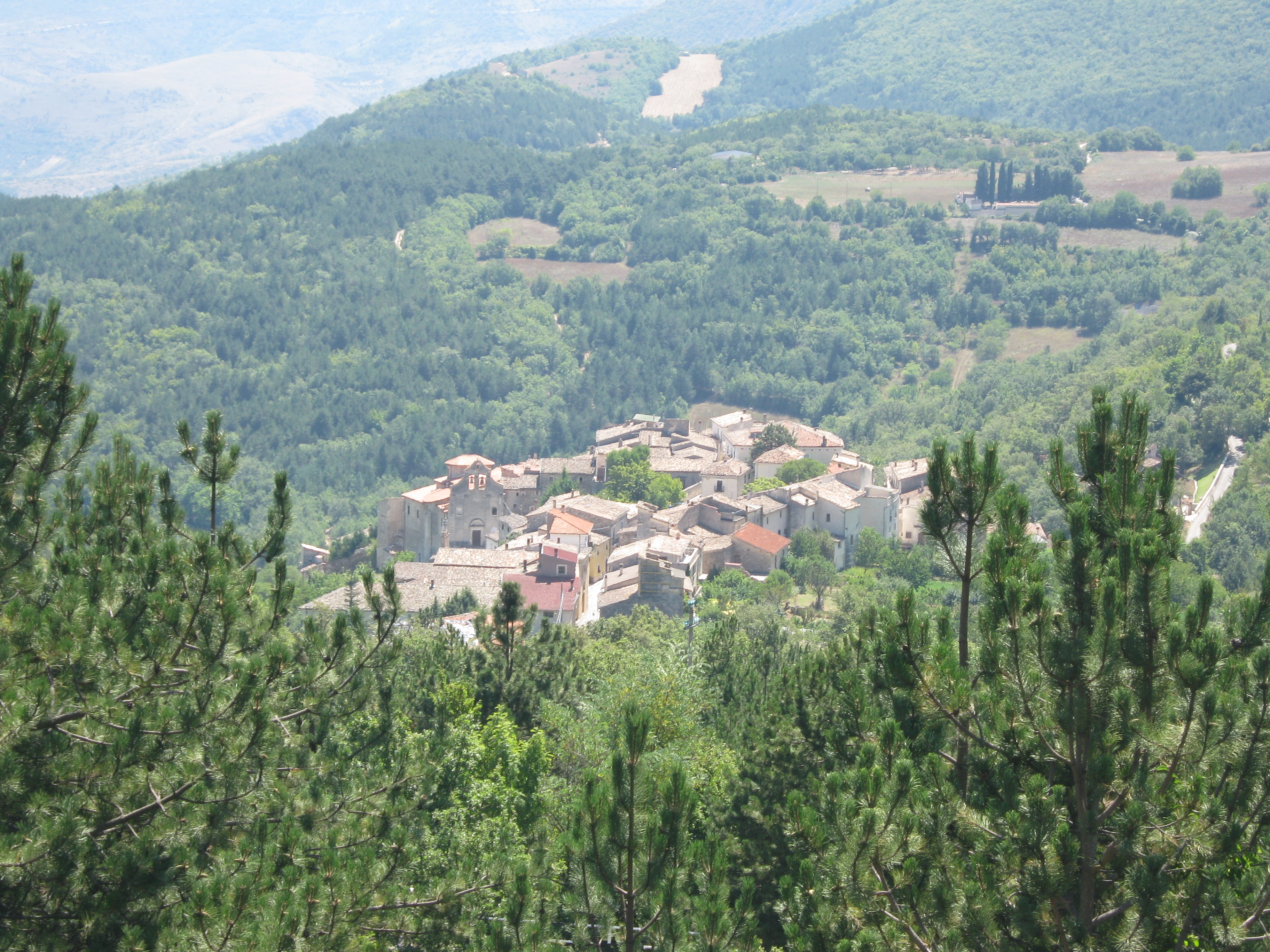
Blick auf Carapelle Calvisio

Carapelle Calvisio ist eine Gemeinde (comune) in der Provinz L’Aquila in der Region Abruzzen in Italien mit (Stand 31. Dezember 2023) 78 Einwohnern. Die Gemeinde liegt etwa 24 Kilometer ostsüdöstlich von L’Aquila im Nationalpark Gran Sasso und Monti della Laga, gehört zur Comunità montana Campo Imperatore-Piana di Navelli und grenzt unmittelbar an die Provinz Teramo. 
Das Erdbeben von 2009 hat die Gemeinde schwer geschädigt.